# Saint-denis-i csata
A saint-denis-i csata (1567. november 10.) volt a francia vallásháborúk második jelentősebb összecsapása a katolikusokat támogató királyi hadsereg és a lázadó hugenották között. Bár a csata a királyi sereg diadalával zárult, annak vezetője, Anne de Montmorency connétable elesett.

## Előzmények
Az első vallásháborút 1563-ban az amboise-i ediktum kiadása zárta, ami az addig elismert városokban és minden bírósági körzet egy-egy városában engedélyezte a protestánsok vallásgyakorlását (igaz, csak a városfalakon kívül, és Párizsból is kitiltották őket). Ez a katolikusok számára sok, a hugenották számára pedig kevés volt. Utóbbiakat az is nyugtalanította, hogy a királyság keleti határvidékén szabadon vonulhattak Itáliából észak felé a németalföldi szabadságharc leverésére indított spanyol királyi csapatok, és az erre való hivatkozással felállított seregeket nem szerelték le békés átvonulásuk után. 1567 szeptemberében I. Louis de Bourbon-Condé újabb összeesküvést szőtt: ahogy az 1560-as amboise-i összeesküvésben, ezúttal is megkísérelte elragadni a fiatal királyt, IX. Károlyt a szerinte túlzottan katolikus udvarból. A helyszínéről elnevezett meaux-i meglepetés azonban szintén kudarcot vallott, mire Condé vezetésével fellázadtak a hugenották, és több várost elfoglaltak, megkísérelve blokád alá vonni a szélsőségesen katolikus Párizst.

## A csata
A király elrablásának kísérlete és a főváros blokádja nyomán másfél hónap alatt számos önkéntes (köztük nagy számban fegyelmezetlen és képzetlen párizsi lakosok) csatlakozott a király hadseregéhez, akik november 10-én kitörtek, és Párizs északi külvárosánál, Saint-Denis kapujánál összecsaptak a hugenottákkal. Az ütközet rövid ideig tartott, de rendkívül hevesen zajlott le. Végül, bár Anne de Montmorencyt, az idős királyi főparancsnokot megölték a csata során, mintegy hétszeres emberhátrányban lévő hugenották jobbnak látták elvonulni a keleti országhatár felé, ahol III. Frigyes pfalzi választó fia, János Kázmér vezette német segélycsapataival kívántak egyesülni.

## Következmények
A saint-denis-i csatát követően, miután Orániai Vilmos is beavatkozott a konfliktusba protestáns oldalon, 1568 februárjában Condé megpróbálta bevenni Chartres városát, ám az ostrom kudarcot vallott. Mivel mindkét fél akut pénzhiányba került, és mivel nem tudták fenntartani zsoldosseregeiket, kénytelenek voltak békét kötni. Az 1568. március 23-án kötött longjumeau-i béke megerősítette az amboise-i ediktumot és amnesztiát adott a protestánsoknak. A béke azonban nem volt tartós: a La Rochelle-be visszavonuló hugenották szeptemberben újabb városokat foglaltak el, kirobbantva a harmadik vallásháborút, ahol Montmorency utódjaként már a trónörökös, Henrik anjoui herceg vezette a királyi erőket.